# Jan Cheek
Janet Lynda Cheek (nacida en 1948 en Puerto Argentino/Stanley) es una política de las Islas Malvinas que ha servido como miembro de la Asamblea Legislativa por la circunscripción de Stanley desde las elecciones generales de 2009, ganando la reelección en 2013, dejando el cargo en 2017. Anteriormente fue miembro del Consejo Legislativo entre 1997 y 2005.

## Biografía
Cheek nació en la capital de las Malvinas (con apellido Biggs) y pasó gran parte de su infancia en la isla San Pedro (Georgias del Sur). Por sus A-Levels le concedieron una beca del gobierno para estudiar en una escuela de gramática en Dorset en Inglaterra. Cheek trabajó como maestra de escuela secundaria desde 1969 hasta 1989. Después trabajó en Fortuna Ltd., donde llegó a ser copropietaria y directora hasta su jubilación en 2008.
Cheek se casó con su compañero isleño John Cheek (1939-1996) en 1968, con quien tuvo dos hijos, Miranda y Ros. Tras la muerte de John en 1996, se convirtió en Administradora del Fideicomiso John Cheek.

## Polémicas
En 1999, un abogado argentino hizo flamear una bandera de Argentina en el Cementerio de Darwin para honrar a los soldados caídos. La noticia circuló rápidamente en las islas  Cheek, como legisladora, calificó el homenaje como una «broma estúpida» tras ellos pidió la expulsión de los familiares de los soldados caídos.
En enero de 2015, un grupo reunió 494 firmas para pedir en un petitorio la prohibición de la bandera de Argentina en las islas, debido a las visitas de excombatientes argentinos de la guerra de 1982. En una reunión en la Cámara de Comercio del gobierno colonial británico, Cheek solicitó que se trate a los visitantes de Argentina con el desprecio que se merece».